# Marija Jakubauskienė

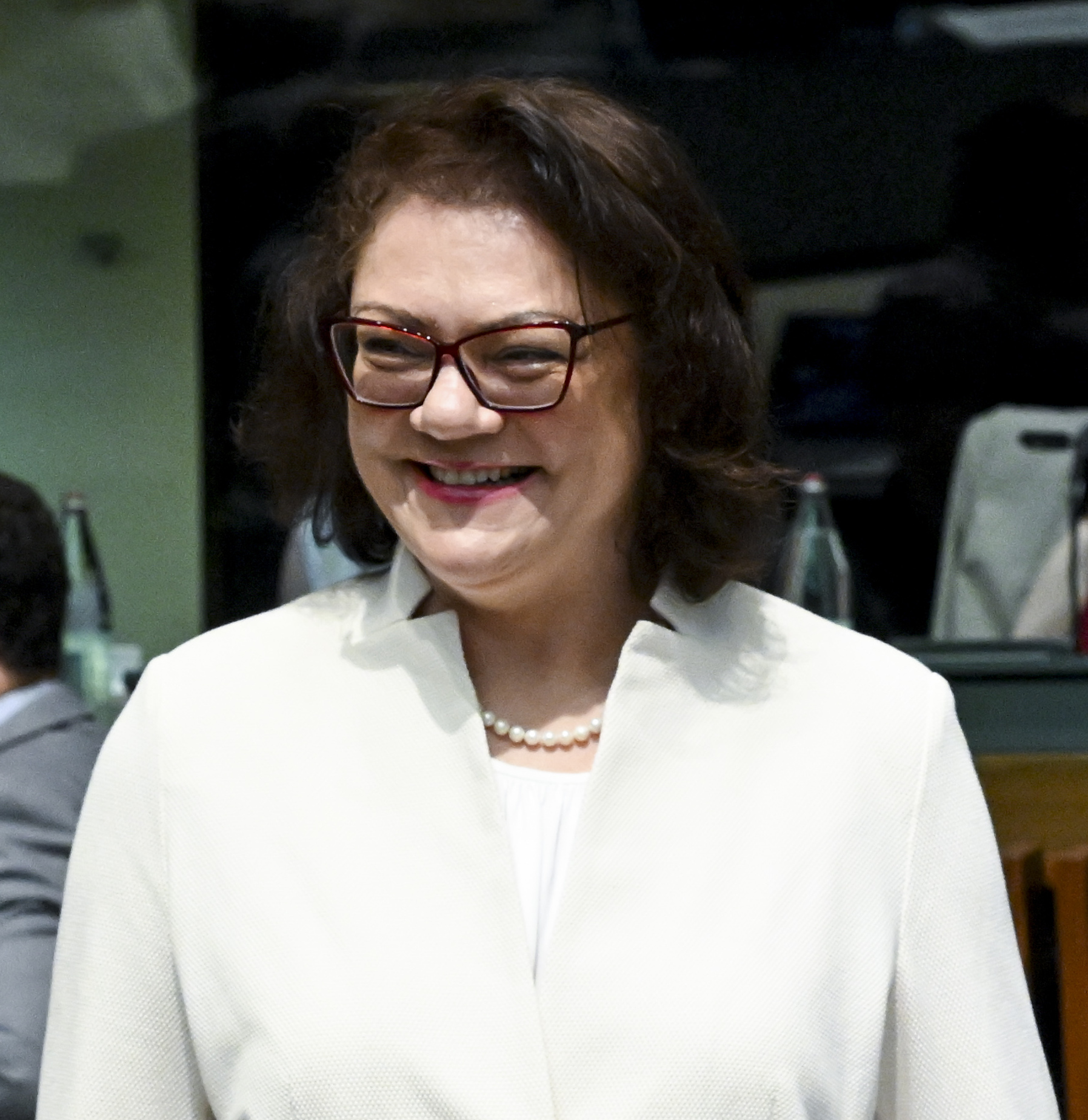
Marija Jakubauskienė (2025)

Marija Jakubauskienė (* 2. Mai 1978 in Vilnius) ist eine litauische linke Politikerin, Gesundheitsministerin.

## Leben
Nach dem Abitur an der Mittelschule absolvierte sie von 1996 bis 2000 das Bachelorstudium, von 2000 bis 2002 das Masterstudium der öffentlichen Gesundheit und 2007 erlangte einen Doktortitel in biomedizinischen Wissenschaften an der Universität Vilnius. Später setzte er 2019 sein Studium an der Vilnius University Business School fort. Sie erlangte einen Master-Abschluss in Betriebswirtschaftslehre.
Jakubauskienė arbeitete von 2001 bis 2010 an der VU. war seit 2013 stellvertretender Dekan für internationale Angelegenheiten und Programme. hat den pädagogischen Titel einer Dozentin und wurde in diesem Jahr zur Direktorin des Instituts für Gesundheitswissenschaften der Medizinischen Fakultät der VU ernannt. Neben ihrer Arbeit an der Universität war sie zu verschiedenen Zeiten als Gesundheitsexpertin, Spezialistin und Beraterin bei der UAB „Sveikatos ekonomikos centras“, der Stadtverwaltung von Vilnius und im VšĮ „MTVC“ (Trainings-, Forschungs- und Entwicklungszentrum) tätig.
Seit Dezember 2024 ist sie Gesundheitsminister Litauens im Kabinett Paluckas, geleitet von Gintautas Paluckas. Sie wurde von Gitanas Nausėda ernannt. 
Sie ist verheiratet.